# Karlshuld
Karlshuld település Németországban, azon belül Bajorországban. Lakosainak száma 6104 fő (2023. december 31.).

## Népesség
A település népessége az elmúlt években az alábbi módon változott:
| Lakosok száma | 1195 | 2289 | 2812 | 3790 | 5270 | 5422 | 5664 | 5741 | 6019 | 6104 |
|               | 1875 | 1950 | 1975 | 1987 | 2012 | 2014 | 2016 | 2017 | 2021 | 2023 |